# Atalaia (Paraná)
Atalaia, amtlich portugiesisch Município de Atalaia, ist ein brasilianisches Munizip im Bundesstaat Paraná. Es hat 3.980 Einwohner (2022), die sich Atalaienser nennen. Seine Fläche beträgt 138 km². Es liegt 516 Meter über dem Meeresspiegel.

## Geschichte

### Entwicklung bis zur Gründung 1960
Von 1943 bis 1950 gehörte diese Gegend zum Munizip Mandaguari. In dieser Zeit wurde hier ein Patrimonium namens Inferno Verde (Grüne Hölle)  gegründet. Die erste Erkundung mit dem Ziel der Besiedlung des Ortes fand im Januar 1950 statt. Es siedelten sich sieben Familien an. 
1951 wurde aufgrund der ausgedehnten Fläche des Munizips Mandaguari das neue Munizip Nova Esperança abgetrennt, das von nun an die Gerichtsbarkeit für das kleine Dorf innehatte. 
Am 14. Dezember 1953  wurde mit dem Staatsgesetz nº 1.524 Atalaia zum Administrativdistrikt von Nova Esperança erhoben. Es wurde von der Companhia Melhoramentos Norte do Paraná entwickelt. Die Bewirtschaftung und die Besiedlung des Dorfs wurde durch die Fruchtbarkeit seines Bodens und den Anbau von Kaffee gefördert. Am 25. Juli 1960 erließ Governador Moysés Lupion de Tróia das Staatsgesetz nº 4.245, mit dem das Munizip Atalaia und weitere 58 Gemeinden gegründet wurden, wobei das Gemeindegebiet aus dem Gebiet von Nova Esperança ausgegliedert wurde.

### Chronik des Gebiets von Atalaia seit 1648
|                    | Gründung von   | ausgegliedert aus |
| 29. Juli 1648      | Paranaguá      | per Carta Régia   |
| 29. März 1693      | Curitiba       | Paranaguá         |
| 24. September 1788 | Castro         | Curitiba          |
| 18. März 1872      | Tibagí         | Castro            |
| 23. Februar 1920   | São Jerônimo   | Tibagí            |
| 14. März 1929      | Jataí          | São Jerônimo      |
| 3. Dezember 1934   | Londrina       | Jataí             |
| 30. Dezember 1943  | Apucarana      | Londrina          |
| 10. Oktober 1947   | Mandaguari     | Apucarana         |
| 14. November 1951  | Nova Esperança | Mandaguari        |
| 25. Juli 1960      | Atalaia        | Nova Esperança    |

### NameAtalaia
Der Name Atalaia stammt von der geografischen Lage des Munizipsitzes her. Er bedeutet: von wo man den Platz beobachten und überwachen kann oder Anhöhe, die einem Wachtposten ähnelt. Diese Benennung wurde dem Ort von der topografischen Abteilung  der Entwicklungsgesellschaft unter Leitung von Wladimir Babkov gegeben. Es gibt gleichnamige Städte in den Bundesstaaten Alagoas und Amazonas.

## Geografie

### Fläche und Lage
Atalaia hat eine Fläche von 138 km², was 0,0691 % der Fläche des Staates Paraná und 0,0016 % des gesamten Fläche Brasiliens entspricht. Es liegt auf 23º10’05″ südlicher Breite und 52º03’10″ westlicher Länge. Die Meereshöhe beträgt 630 Meter, auf dem höchsten Punkt steht das Rathaus.

### Gewässer
Der Ribeirão Jacupiranga fließt am nächsten zur Stadt, während der Ribeirão Caxangá das Munizip in der Mitte schneidet. Beide Bäche fließen zum Rio Pirapó, der in  Apucarana entspringt und in den Rio Paranapanema mündet. Der Rio Pirapó bildet die Grenze zwischen den Munizipien Lobato und Flórida.

### Staatsstraßen
- PR-218: Strecke Ângulo - Atalaia

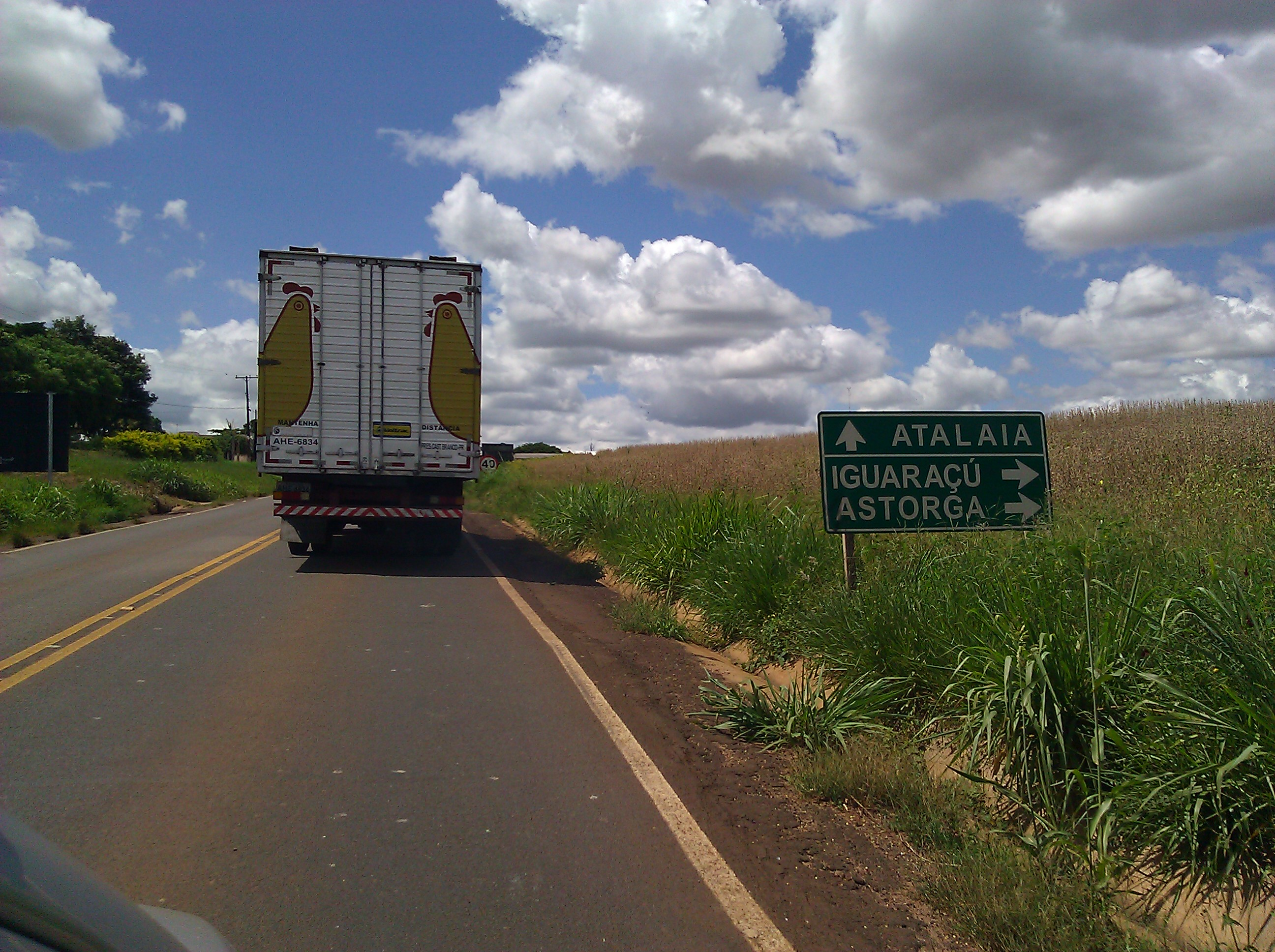
Kurz vor der Einfahrt nach Atalaia auf der Staatsstraße PR-281

- PR-458: Strecke Atalaia - Anschluss BR-376
- PR-458: Strecke Flórida - Atalaia

### Nachbarmunizipien
| Uniflor                   | Lobato                                      | Flórida |
| Nova Esperança            | Kompassrose, die auf Nachbargemeinden zeigt |         |
| Presidente Castelo Branco | Mandaguaçu                                  |         |

## Demografie
Atalaia hat 2020 nach der Schätzung des IBGE 3881 Einwohner.

### Daten der Volkszählung 2010
Gesamtbevölkerung: 4015
- Städtisch: 3327
- Ländlich: 688
- Männer: 2067
- Frauen: 1948

### Index der menschlichen Entwicklung
IDH 2010: 0,736
- Einkommensindex: 0,707
- Lebenserwartungsindex: 0,854
- Bildungsindex: 0,747

## Kommunalverwaltung
- Bürgermeister: Carlos Eduardo Armelin Mariani[7]
- Stellvertretender Bürgermeister: José Carlos Vieira
- Gemeinderatspräsident: --